# 亜硫酸水素レダクターゼ
亜硫酸水素レダクターゼ（hydrogensulfite reductase）は、トリニトロトルエン分解酵素の一つで、次の化学反応を触媒する酸化還元酵素である。
トリチオン酸 + 受容体 + 2 H2O + OH- {\displaystyle \rightleftharpoons } 3 亜硫酸水素 + 還元型受容体
反応式の通り、この酵素の基質はトリチオン酸と受容体とH2OとOH-、生成物は亜硫酸水素（重亜硫酸）と還元型受容体である。補因子として鉄と硫黄、シロヘム、鉄硫黄を用いる。
組織名はtrithionate:acceptor oxidoreductaseで、別名にbisulfite reductase、dissimilatory sulfite reductase、desulfoviridin、desulforubidin、desulfofuscidin、dissimilatory-type sulfite reductase、trithionate:(acceptor) oxidoreductaseがある。